# Ansamensi
Ansamensii erau un trib dacic așezat pe râul Someș (Samus) și constatați printr-o inscripție latină, referitoare la un sat purtând numele acestui trib: vicus Ansamensium. 
 Acest articol despre un subiect legat de  istoria României este deocamdată un ciot. Puteți ajuta Wikipedia prin completarea sa.